# هیدروکسید کادمیم
هیدروکسید کادمیم (به انگلیسی: Cadmium hydroxide) با فرمول شیمیایی Cd(OH)۲ یک ترکیب شیمیایی با شناسه پاب‌کم ۱۰۳۱۳۲۱۰ است. که جرم مولی آن 146.43 g/mol می‌باشد. شکل ظاهری این ترکیب، بلورهای سفید است.